# Mistrzostwa Świata Juniorów w Narciarstwie Alpejskim 1993
12. Mistrzostwa świata juniorów w narciarstwie alpejskim odbyły się w dniach 2 marca - 7 marca 1993 r. we włoskim ośrodku narciarskim Montecampione w Lombardii. Rozegrano po 5 konkurencji dla kobiet i mężczyzn. W klasyfikacji medalowej triumfowała reprezentacja gospodarzy, której zawodnicy zdobyli też najwięcjej medali, osiem, w tym 4 złote, 2 srebrne i 2 brązowe. 

## Wyniki
| Pozycja | Zawodnik           | Narodowość | Czas    |
| ------- | ------------------ | ---------- | ------- |
|         | Gaëtan Llorach     | Francja    | 1:28,27 |
|         | Josef Strobl       | Austria    | 1:28,53 |
|         | Massimiliano Iezza | Włochy     | 1:29,04 |
| 4.      | Georges Mendes     | Francja    | 1:29,25 |
| 5.      | Andreas Schifferer | Austria    | 1:29,29 |
| 6.      | Maurizio Feller    | Włochy     | 1:29,39 |

| Pozycja | Zawodnik           | Narodowość | Czas    |
| ------- | ------------------ | ---------- | ------- |
|         | Massimiliano Iezza | Włochy     | 1:38,79 |
|         | Maurizio Feller    | Włochy     | 1:38,87 |
|         | Josef Strobl       | Austria    | 1:38,98 |
| 4.      | Matteo Nana        | Włochy     | 1:39,61 |
| 5.      | Gaëtan Llorach     | Francja    | 1:39,81 |
| 6.      | Jürg Grünenfelder  | Szwajcaria | 1:40,14 |

| Pozycja | Zawodniczka              | Narodowość | Czas    |
| ------- | ------------------------ | ---------- | ------- |
|         | Isolde Kostner           | Włochy     | 1:39,23 |
|         | Madlen Summermatter      | Szwajcaria | 1:39,44 |
|         | Alessandra Merlin        | Włochy     | 1:40,02 |
| 4.      | Christiane Mitterwallner | Austria    | 1:40,33 |
| 5.      | Mélanie Turgeon          | Kanada     | 1:40,54 |
| 6.      | Barbara Raggl            | Austria    | 1:40,74 |

| Pozycja | Zawodnik              | Narodowość | Czas    |
| ------- | --------------------- | ---------- | ------- |
|         | Josef Strobl          | Austria    | 2:06,45 |
|         | Jōji Kawaguchi        | Japonia    | 2:07,55 |
|         | Frederic Marin-Cudraz | Francja    | 2:08,06 |
| 4.      | Jürg Grünenfelder     | Szwajcaria | 2:08,15 |
| 5.      | Chad Mullen           | Kanada     | 2:08,26 |
| 6.      | Gaëtan Llorach        | Francja    | 2:08,34 |

| Pozycja | Zawodniczka              | Narodowość | Czas    |
| ------- | ------------------------ | ---------- | ------- |
|         | Karin Roten              | Szwajcaria | 2:06,03 |
|         | Morena Gallizio          | Włochy     | 2:06,24 |
|         | Christiane Mitterwallner | Austria    | 2:06,59 |
| 4.      | Martina Koschuttnigg     | Austria    | 2:06,74 |
| 5.      | Barbara Raggl            | Austria    | 2:06,85 |
| 6.      | Leila Demez              | Włochy     | 2:07,48 |

| Pozycja | Zawodnik        | Narodowość | Czas    |
| ------- | --------------- | ---------- | ------- |
|         | Chip Knight     | USA        | 1:38,20 |
|         | Gaëtan Llorach  | Francja    | 1:38,38 |
|         | Jōji Kawaguchi  | Japonia    | 1:39,05 |
| 4.      | Juha Jarvi      | Finlandia  | 1:39,09 |
| 5.      | Markus Kirchner | Austria    | 1:39,17 |
| 6.      | Giorgio Rocca   | Włochy     | 1:39,28 |

| Pozycja | Zawodniczka       | Narodowość | Czas    |
| ------- | ----------------- | ---------- | ------- |
|         | Morena Gallizio   | Włochy     | 1:16,22 |
|         | Renate Götschl    | Austria    | 1:17,18 |
|         | Urška Hrovat      | Słowenia   | 1:17,28 |
| 4.      | Kristina Koznick  | USA        | 1:17,59 |
| 5.      | Angela Zimmermann | Niemcy     | 1:17,69 |
| 5.      | Mélanie Turgeon   | Kanada     | 1:17,80 |

| Pozycja | Zawodnik           | Narodowość | Punkty |
| ------- | ------------------ | ---------- | ------ |
|         | Gaëtan Llorach     | Francja    |        |
|         | Jōji Kawaguchi     | Japonia    |        |
|         | Josef Strobl       | Austria    |        |
| 4.      | Gašper Kontrec     | Słowenia   |        |
| 5.      | Massimiliano Iezza | Włochy     |        |
| 6.      | Andreas Ertl       | Niemcy     |        |

| Pozycja | Zawodniczka              | Narodowość | Punkty  |
| ------- | ------------------------ | ---------- | ------- |
|         | Morena Gallizio          | Włochy     |         |
|         | Barbara Raggl            | Austria    |         |
|         | Mélanie Turgeon          | Kanada     |         |
| 4.      | Urška Hrovat             | Słowenia   | 1:17,59 |
| 5.      | Christiane Mitterwallner | Austria    | 1:17,69 |
| 5.      | Isolde Kostner           | Włochy     | 1:17,80 |

## Klasyfikacja medalowa
| Miejsce | Państwo           |   |   |   | złoto · srebro · brąz |
| ------- | ----------------- | - | - | - | --------------------- |
| 1.      | Włochy            | 4 | 2 | 2 | 8                     |
| 2.      | Francja           | 2 | 1 | 1 | 4                     |
| 3.      | Austria           | 1 | 3 | 3 | 7                     |
| 4.      | Szwajcaria        | 1 | 1 | 0 | 2                     |
| 5.      | Stany Zjednoczone | 1 | 0 | 0 | 1                     |
| 6.      | Japonia           | 0 | 2 | 1 | 3                     |
| 7.      | Kanada            | 0 | 0 | 1 | 1                     |
|         | Słowenia          | 0 | 0 | 1 | 1                     |